# Sisebuto de Cardeña
San Sisebuto de Cardeña (muerto en 1086 en Cardeña) fue un monje benedictino español, abad del monasterio de San Pedro de Cardeña. Es venerado como santo por la Iglesia católica.
Según el Cantar de mio Cid, El Cid dejó al amparo del abad Sancho a su esposa y a sus hijas, y algunos críticos han creído que el autor del Cantar se refería, por error, a Sisebuto, aunque no hay razones de peso para establecer esta identificación entre el Sancho de la ficción literaria y el Sisebuto histórico.

## Biografía
Nombrado Sisebuto, no se conoce nada de su vida con anterioridad a su nombramiento como abad del monasterio de Cardeña (Castrillo del Val, Burgos). Tampoco hay ninguna fuente escrita que explique su gobierno de la abadía.
Sabemos que durante su mandato el monasterio alcanzó una etapa dorada, tanto en la riqueza material como en la influencia espiritual e intelectual. Conoció a otros abades ilustres como Domingo de Silos o García de Arlanza.
Murió en olor de santidad, según unos anales del monasterio de Cardeña, en 1086, año que consta que todavía vivía en abril.

## Veneración

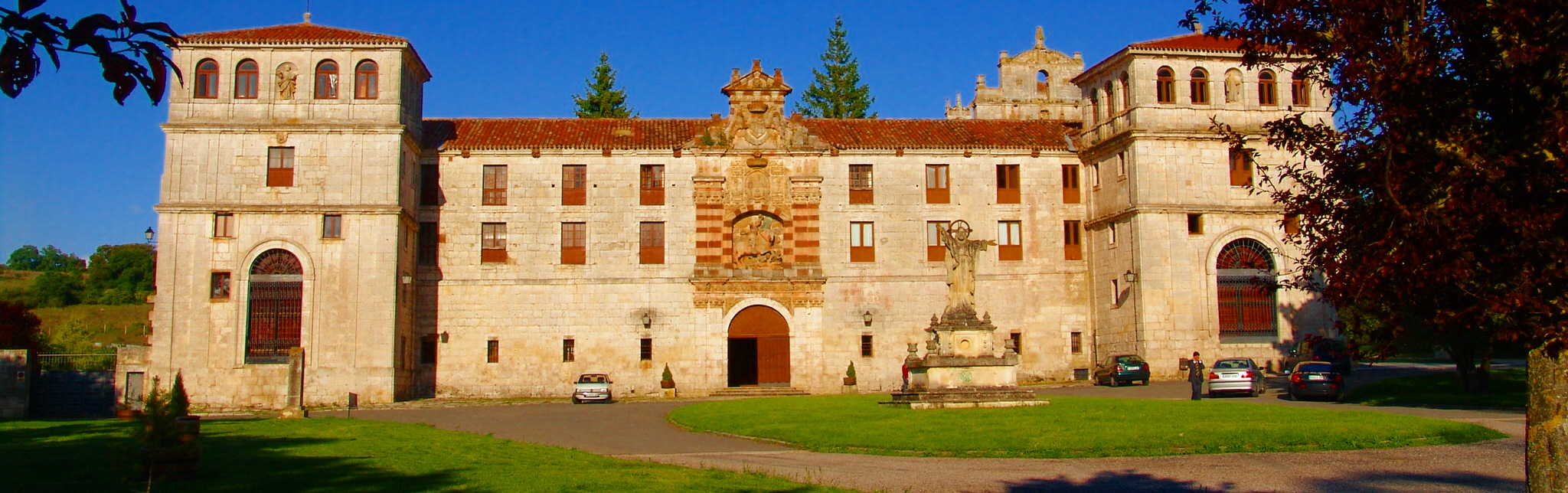
Fachada actual del monasterio de Cardeña.

Sepultado en el monasterio de Cardeña, su sepulcro era visitado por el pueblo, que le atribuían milagros y curaciones. Fue trasladado al altar mayor, en un arca de madera. El sepulcro antiguo continuó siendo objeto de devoción hasta que las obras de 1447 lo hicieron desaparecer. En 1610 las reliquias se trasladaron a la Capilla de los Mártires, que tomó el nombre del santo, y nuevamente fueron reubicadas en 1736. Pío VI aprobó que se concediera culto litúrgico, estableciendo la festividad el 15 de marzo.
En 1835, la desamortización de Mendizábal hizo que el monasterio se abandonara, trasladándose entonces las reliquias a la Catedral de Burgos, a la Capilla de las reliquias. En 1969, se trasladó la fiesta litúrgica al 9 de febrero.